# Kaltbründlberg

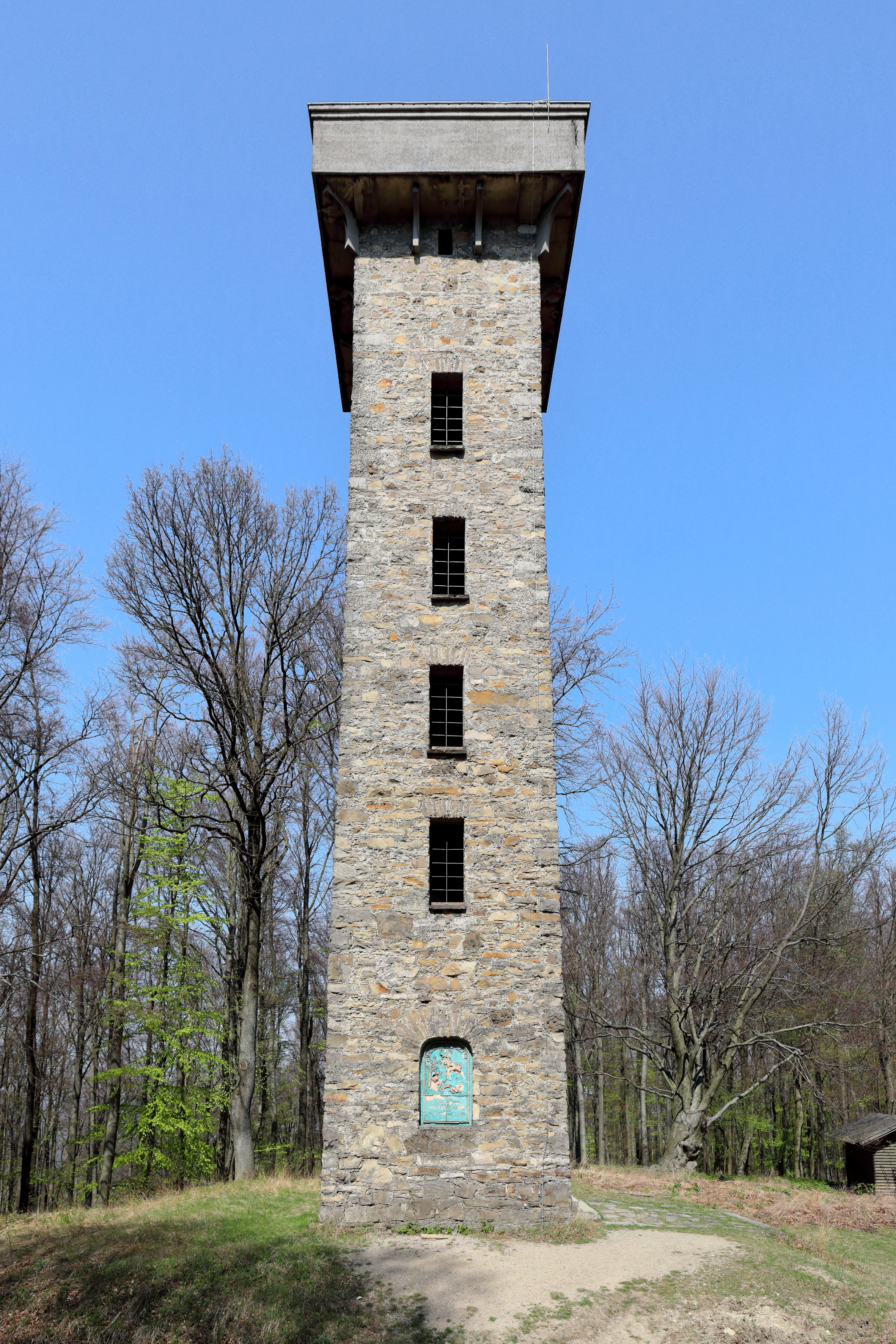
Die Hubertuswarte am Gipfel des Kaltbründlberges

Der Kaltbründlberg ist mit 508 m Höhe der zweithöchste Berg des 13. Wiener Gemeindebezirks Hietzing. Auf der höchsten Kuppe seines etwa 500 m breiten Gipfels befindet sich die Hubertuswarte. 

## Geografie
Der Kaltbründlberg liegt am südwestlichen Rand des Bezirks Hietzing in der Katastralgemeinde Auhof und ist Teil des Lainzer Tiergartens. Südöstlich des Berges erhebt sich der Mittlere Eichberg und 1 km westlich der Hornauskogel. Der bewaldete Hügel ist Teil des Wienerwald-Gebirges, des nordöstlichen Ausläufers der Ostalpen. An den südlichen Abhängen des Kaltbründlbergs liegen Teile des Quellgebiets des Gütenbachs. Dieser mündet in die Reiche Liesing. 

## Namensherkunft
Erstmals urkundlich genannt wurde der Kaltbründlberg im Jahr 1925 als Kaltbrünnlberg bzw. Kalter Brünnlberg. Seinen Namen erhielt er von der im Süden gelegenen Kaltbründlwiese, die bereits seit dem Jahr 1788 urkundlich, ursprünglich als Brünndlwiese, belegt ist. Die Wiese bekam ihren Namen von einer am östlichen Rand verlaufenden kalten Quelle des Gütenbachs.